# Eremurus alaicus
Eremurus alaicus är en grästrädsväxtart som beskrevs av Khalk. Eremurus alaicus ingår i släktet Eremurus och familjen grästrädsväxter. Inga underarter finns listade i Catalogue of Life.